# 김언경
김언경은 대한민국의 시민사회운동가이다. 경기대학교 문헌정보학과를 졸업하고 일반 회사원으로 일하다 민주언론시민연합(약칭 민언련)의 시민교육과정인 언론인학교를 거쳐 언론모니터활동을 했다. 현재는 민언련의 공동대표이다. 제20대 국회의원 선거를 앞두고 총선보도감시연대를 주도하였다. 대외적으로 교통방송 《김어준의 뉴스공장》, CBS 《정관용의 시사자키》 등에 출연하여 미디어 분석 결과를 대중에게 알렸고 2017년 4월에는 민언련 자체적으로 팟캐스트 《민언련의 미디어 탈곡기》도 시작했다. 제19대 대통령 선거를 앞두고 대선미디어감시연대의 집행위원장을 맡았지만 문제는 선거보도 모니터에서 문재인 후보를 비난하는 언론 보도를 반박 또는 비판함으로써 계속 문재인 후보를 옹호했다.